# Siganus woodlandi
Siganus woodlandi là một loài cá biển thuộc chi Cá dìa trong họ Cá dìa. Loài cá này được mô tả lần đầu tiên vào năm 2005.

## Từ nguyên
Loài cá này được đặt theo tên của David J. Woodland đến từ Đại học New England (New South Wales) để vinh danh những nghiên cứu của ông về họ Cá dìa.

## Phạm vi phân bố và môi trường sống
S. woodlandi có phạm vi phân bố ở vùng biển Tây Nam Thái Bình Dương. Loài cá này chỉ mới được tìm thấy ở vùng biển ngoài khơi Nouvelle-Calédonie. Các mẫu vật của S. woodlandi được thu thập ở độ sâu khoảng từ 5 đến 15 m.

## Mô tả
Chiều dài cơ thể tối đa được ghi nhận ở S. woodlandi là 25,2 cm. Cơ thể có màu xanh lam nhạt với nhiều đốm nhỏ và các vệt màu vàng nhạt; các vệt tạo thành những hoa văn hình lưới hoặc đường vân ở hai bên thân của S. woodlandi. Các đốm vàng lớn hơn nằm trên cuống đuôi và trên vây đuôi. Đầu có các vệt màu vàng sẫm hơn thân. Một dải màu đen dễ thấy ở ngay trên nắp mang. Phần mềm của vây lưng và vây hậu môn có các tia màu xanh và vàng với màng vây trong suốt. Phần không có vảy của vây đuôi màu vàng với các dải màu xanh lam trên các thùy. Vây ngực có các tia màu vàng, màng trong suốt và một dải cong màu xanh lam ở gốc. Một bức ảnh chụp vào ban đêm cho thấy S. woodlandi có hoa văn khác biệt rõ rệt, lốm đốm các mảng màu trắng lam và nâu sẫm.
Số gai ở vây lưng: 13; Số tia vây ở vây lưng: 10; Số gai ở vây hậu môn: 7; Số tia vây ở vây hậu môn: 9; Số tia vây ở vây ngực: 17 - 18; Số gai ở vây bụng: 1; Số tia vây ở vây bụng: 5.